# Stratégie ABC
La stratégie  ABC (de l'anglais « Abstinence, Be Faithful, Use a Condom » : Abstinence, soyez fidèle, utilisez un préservatif) est une politique d'éducation sexuelle basée sur la réduction des risques qui combine l'approche stricte de l'abstinence, l'éducation des pratiques du sexe sans risque. L'approche ABC a été développée en réponse à l'épidémie du VIH et Sida en Afrique, et pour contrer la diffusion d'autres infections sexuellement transmissibles.
Cette stratégie recommande l'abstinence sexuelle en dehors du mariage en tant qu'idéal. Il préconise l'utilisation des préservatifs et d'autres pratiques du sécuri-sexe uniquement dans le cas où il est impossible d'avoir des relations avec un unique partenaire sexuel. L'emphase sur l'abstinence comme idéal à atteindre a permis au plan ABC de convaincre quelques gouvernements africains et organisations américaines qui répondent à une base d'électeurs ou contributeurs chrétiens. Cette stratégie de prévention a été utilisée notamment en Ouganda et au Botswana.
L'interprétation de ces trois éléments dans la politique sanitaire internationale peut être controversée. Par exemple, le plan ABC du président des États-Unis, PEPFAR, a parfois été accusé de donner la priorité à l'abstinence et la monogamie. L'utilisation des préservatifs ne serait encouragée que pour les groupes « à haut risque », et pas pour la population générale. 
De plus, un article universitaire publié en janvier 2010 par le Centre Population et Développement (CePeD) souligne le « caractère moralisateur » et la grande inefficacité de cette stratégie. Cette même étude reproche à cette stratégie de « stigmatiser les relations sexuelles hors mariage, décourager les adolescentes à discuter de leur sexualité et les empêcher ainsi d’accéder aux services de santé sexuelle ». Par ailleurs, on peut reprocher à l'approche ABC de s'adresser uniquement aux couples hétérosexuels et d'invisibiliser les principales victimes du VIH, c'est-à-dire les homosexuels, les prostituées et les toxicomanes.